# Legea de împrumut și închiriere
Legea de împrumut și închiriere (în engleză Lend-Lease Act) a fost o lege promulgată de Franklin Delano Roosevelt în timpul celui de-al doilea război mondial la 11 martie 1941, care dispunea vânzarea, închirierea sau împrumutarea oricărei categorii de mijloace militare tuturor țărilor a căror apărare era socotită vitală pentru apărarea Statelor Unite. Această lege a îngăduit țării să devină „arsenalul democrațiilor“.
În timpul războiului, Statele Unite i-au furnizat Uniunii Sovietice mii de avioane, tancuri și camioane precum și milioane de tone de bunuri de consum ca parte a programului Lend-Lease. Acestea au fost vitale pentru supraviețuirea Uniunii Sovietice.